# لاجوس تاكاس
لاجوس تاكاس (بالإنجليزية: Lajos Takács)‏ هو رياضياتي أمريكي، ولد في 21 أغسطس 1924 في Maglód ‏ في المجر، وتوفي في 4 ديسمبر 2015.